# Grabek (Mikołajki)
Grabek (deutsch Neuhof Grabowken, 1929 bis 1945 Neuhof-Buchenhagen) ist ein kleiner Ort in der polnischen Woiwodschaft Ermland-Masuren und gehört zur Stadt- und Landgemeinde Mikołajki (deutsch Nikolaiken) im Powiat Mrągowski (Kreis Sensburg).

## Geographische Lage
Grabek liegt in der östlichen Mitte der Woiwodschaft Ermland-Masuren, 28 Kilometer östlich der Kreisstadt Mrągowo (deutsch Sensburg).

## Geschichte
Die heutige Kolonie Grabek bestand als Neuhof Grabowken ursprünglich lediglich aus einem großen Hof. Sie war bis 1945 ein Wohnplatz in der Gemeinde Grabowken (polnisch Grabówka) und somit ein kleiner Ort im Kreis Sensburg im Regierungsbezirk Gumbinnen (ab 1905: Regierungsbezirk Allenstein) in der preußischen Provinz Ostpreußen.
Als die Muttergemeinde Grabowken am 26. August 1929 in „Buchenhagen“ umbenannt wurde, erhielt auch Neuhof Grabowken die veränderte Bezeichnung „Neuhof-Buchenhagen“. 1945 kam der Ort in Kriegsfolge mit dem gesamten südlichen Ostpreußen zu Polen. Seitdem trägt er die polnische Namensform „Grabek“ und ist eine Ortschaft innerhalb der Stadt- und Landgemeinde Mikołajki (Nikolaiken) im Powiat Mrągowski (Kreis Sensburg), bis 1998 der Woiwodschaft Suwałki, seither der Woiwodschaft Ermland-Masuren zugeordnet.

## Kirche
Neuhof Grabowken resp. Neuhof-Buchenhagen war vor 1945 in die evangelische Kirche Schimonken in der Kirchenprovinz Ostpreußen der Kirche der Altpreußischen Union sowie in die katholische St.-Adalbert-Kirche Sensburg im Bistum Ermland eingepfarrt. Heute gehört Grabek zur evangelischen Pfarrei Mikołajki in der Diözese Masuren der Evangelisch-Augsburgischen Kirche in Polen bzw. zur katholischen Pfarrei Woźnice im Bistum Ełk innerhalb der polnischen katholischen Kirche.

## Verkehr
Grabek liegt abseits vom Verkehrsgeschehen und ist über einen Landweg von Grabówka aus zu erreichen. Eine Anbindung an das Schienennetz besteht nicht.